# Kent Cup
Kent Cup – zaproszeniowy, nierankingowy turniej snookera rozgrywany  w Pekinie sześć razy w latach 1987–1992.

## Historia
Kent Cup zorganizowano po turnieju China Masters, który był pierwszym profesjonalnym turniejem snookera w Chinach i odbywał się przez dwa poprzednie sezony. Willie Thorne wygrał inauguracyjny turniej, pokonując Jimmy'ego White'a w finale przed 100 milionami widzów w Chinach. W kolejnym sezonie liczba widzów podwoiła się do 200 milionów, a w edycji z 1988 roku John Parrott zdobył swój pierwszy zawodowy tytuł pokonując Martina Clarka. W kolejnej edycji pula nagród znacznie spadła. Turniej, w którym mogli wziąć udział wyłącznie gracze z regionu Azji i Pacyfiku wygrał Sakchai Sim-Ngam. W edycji z 1990 r. powrócili niżej notowani zawodowi snookerzyści z Wielkiej Brytanii. Wygrał Marcus Campbell i zdobył swój pierwszy tytuł zawodowy. Campbell powrócił, aby bronić tytułu w 1991 roku, ale w finale został pokonany przez Joe Swaila.
W kolejnym roku turniej przemianowano na Kent Classic, a najlepsi profesjonaliści powrócili ze zwiększoną pulą nagród. W ostatniej edycji turnieju John Parrott pokonał Stephena Hendry’ego.

## Zwycięzcy
| Rok          | Zwycięzca        | Finalista       | Wynik    | Sezon    |          |
| Kent Cup     | Kent Cup         | Kent Cup        | Kent Cup | Kent Cup | Kent Cup |
| ------------ | ---------------- | --------------- | -------- | -------- | -------- |
| 1987         | Willie Thorne    | Jimmy White     | 5–2      | 1986/87  |          |
| 1988         | Jan Parrott      | Martin Clark    | 5–1      | 1987/88  |          |
| 1989         | Sakchai Sim-Ngam | Franky Chan     | 4–1      | 1988/89  |          |
| 1990         | Marcus Campbell  | Tom Finstad     | 4–1      | 1989/90  |          |
| 1991         | Joe Swail        | Marcus Campbell | 5–0      | 1990/91  |          |
| Kent Classic |                  |                 |          |          |          |
| 1992         | Jan Parrott      | Stephen Hendry  | 6–5      | 1992/93  |          |